# Amanses scopas
Amanses scopas és una espècie de peix de la família dels monacàntids i de l'ordre dels tetraodontiformes.

## Morfologia
- Els mascles poden assolir 20 cm de longitud total.[1]

## Hàbitat
És un peix marí, de clima tropical i associat als esculls de corall que viu entre 3-18 m de fondària.

## Distribució geogràfica
Es troba des del Mar Roig fins a Maputo (Moçambic), les illes de la Societat, les Tuamotu, el Japó i el sud de la Gran Barrera de Corall.

## Observacions
És inofensiu per als humans.